# دريس تريتشارد
دريس تريتشارد (بالفرنسية: Driss Trichard)‏ (27 مارس 1995 بأوبارفيلييه في فرنسا - ) هو لاعب كرة قدم فرنسي في مركز الوسط. شارك مع منتخب فرنسا تحت 19 سنة لكرة القدم. أما مع النوادي، فقد لعب مع نادي تولوز.

## روابط خارجية
- دريس تريتشارد على موقع قاعدة بيانات كرة القدم.إي يو (الإنجليزية)
- دريس تريتشارد على موقع Soccerway.com (الإنجليزية)
- دريس تريتشارد على موقع AS.com (الإسبانية)